# معادله خطی

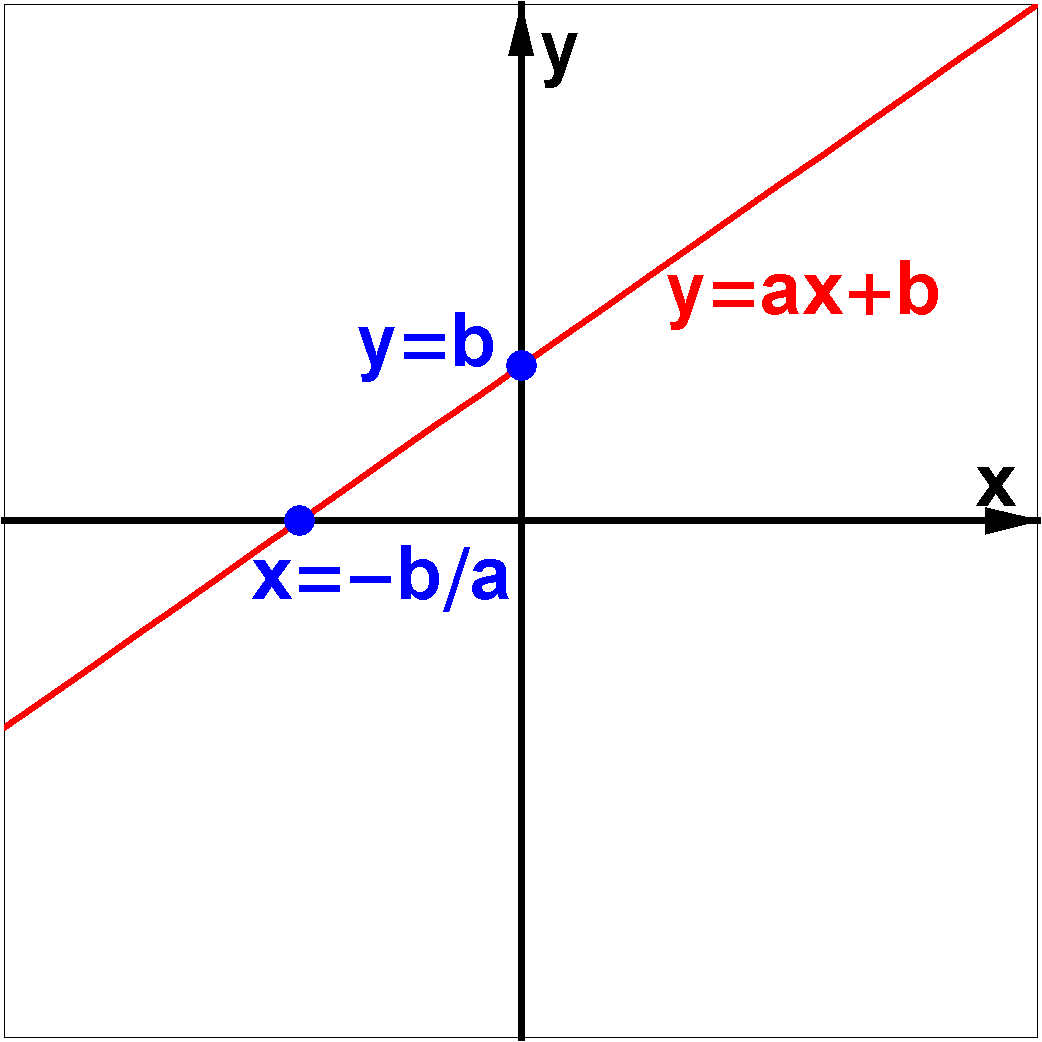
یک خط در دستگاه مختصات جبری

معادلهٔ خطی (به انگلیسی: Linear equation) یک معادلهٔ جبری است که در آن هر جمله، یا متغیر است یا حاصل‌ضرب یک ثابت و تنها یک متغیر با توان یک. این معادلات ممکن است یک یا چند متغیر داشته باشند. این معادلات دارای یک ریشه بوده و در صورتی که همهٔ اعداد و ضرایب معادله حقیقی باشند آنگاه جواب نیز در مجموعه اعداد حقیقی تعیین خواهد شد.
شکل عموم این نوع معادلات بدین صورت است: {\displaystyle ax+b=0} که در آن {\displaystyle a} و {\displaystyle b} اعداد ثابتی می‌باشند ({\displaystyle a} مخالف صفر) و {\displaystyle x} هم مجهول می‌باشد.
پاسخ چنین معادله ای برابر است با منفی {\displaystyle b} تقسیم بر {\displaystyle a}.
در دستگاه مختصات، خط‌هایی وجود دارند که از مبدأ می‌گذرند که به آنها خطوط از مبدأ گذر می‌گویند.
فرم کلی این گونه خطوط به این شکل است: y=ax (در اینجا، b صفر فرض شده است.)

## تعریف و کاربرد
منظور از معادلهٔ خطی معادله‌ای به صورت:
است که در آن {\displaystyle a_{n}} و {\displaystyle b} مقادیر ثابت‌اند و {\displaystyle x_{i}} کمیت‌هایی هستند که باید معین شوند. {\displaystyle x_{n}} و {\displaystyle a_{n}} به ترتیب مجهولهای معادله و ضریب نام دارند. معادلات خطی در حل مسائل ریاضی، علوم فیزیک (سینماتیک و…)، زیستی یا اجتماعی (تجارت و اقتصاد) نقش ویژه‌ای ایفا می‌کنند.